# Joaquín Deck
Joaquín Deck (Rafaela, Santa Fe, 6 de mayo de 1992) es un baloncestista argentino que juega en la posición de ala-pívot para Unión y Juventud de La Liga Federal. Es el hermano mayor del también baloncestista Gabriel Deck.

## Trayectoria

### Clubes
| Club                 | País      | Año             |
| -------------------- | --------- | --------------- |
| Del Bono             | Argentina | 2010 - 2011     |
| Quimsa               | Argentina | 2011 - 2013     |
| Firmat Football Club | Argentina | 2013 - 2014     |
| Oberá                | Argentina | 2014 - 2017     |
| Rocamora             | Argentina | 2017 - 2018     |
| Independiente BBC    | Argentina | 2018 - 2019     |
| Unión y Juventud     | Argentina | 2023 - Presente |